# Blondie 4(0) Ever
Albums de Blondie
Essential
(2011)
Singles
1. A Rose by Any Name
Sortie : 21 juin 2013
2. Sugar on the Side
Sortie : 17 décembre 2013
3. I Want to Drag You Around
Sortie : 3 avril 2014

Blondie 4(0) Ever est un double album du groupe américain Blondie, composé de son dixième album studio (Ghosts of Download) et d'une compilation (Greatest Hits Deluxe Redux), sorti le 12 mai 2014. 
Le premier single, intitulé A Rose by Any Name, a été publié le 21 juin 2013 et la chanteuse du groupe Gossip, Beth Ditto, est présente au côté de Deborah Harry pour assurer les chants.

## Enregistrement
En mars 2013, le groupe annonce via les réseaux sociaux Facebook et Twitter qu'ils sont sur les dernières touches de l'album, album qui a pris plusieurs mois pour l'enregistrement. Ghosts of Download a été réalisé aux studios Mercy à New York. 
Toujours via Facebook, le groupe annonce en juin 2013 que les membres sont toujours en studio en train d'enregistrer leur nouvel album signalant toutefois qu'il est quasiment terminé.

## Réception
L'album s'est classé 21e au Top Independent Albums, 22e au Top Modern Rock/Alternative Albums, 30e au Top Rock Albums et 109e au Billboard 200.

## Liste des titres
| Disque 1 : Greatest Hits Deluxe Redux | Disque 1 : Greatest Hits Deluxe Redux | Disque 1 : Greatest Hits Deluxe Redux | Disque 1 : Greatest Hits Deluxe Redux | Disque 1 : Greatest Hits Deluxe Redux | Disque 1 : Greatest Hits Deluxe Redux | Disque 1 : Greatest Hits Deluxe Redux | Disque 1 : Greatest Hits Deluxe Redux | Disque 1 : Greatest Hits Deluxe Redux | Disque 1 : Greatest Hits Deluxe Redux |
| No                                    | Titre                                 | Auteur                                | Durée                                 |                                       |                                       |                                       |                                       |                                       |                                       |
| ------------------------------------- | ------------------------------------- | ------------------------------------- | ------------------------------------- | ------------------------------------- | ------------------------------------- | ------------------------------------- | ------------------------------------- | ------------------------------------- | ------------------------------------- |
| 1.                                    | Heart of Glass                        | Deborah Harry, Chris Stein            | 4:32                                  |                                       |                                       |                                       |                                       |                                       |                                       |
| 2.                                    | Dreaming                              | Harry, Stein                          | 3:04                                  |                                       |                                       |                                       |                                       |                                       |                                       |
| 3.                                    | The Tide Is High                      | John Holt                             | 4:37                                  |                                       |                                       |                                       |                                       |                                       |                                       |
| 4.                                    | Maria                                 | Jimmy Destri                          | 4:05                                  |                                       |                                       |                                       |                                       |                                       |                                       |
| 5.                                    | Sunday Girl                           | Stein                                 | 3:03                                  |                                       |                                       |                                       |                                       |                                       |                                       |
| 6.                                    | Hanging on the Telephone              | Jack Lee                              | 2:19                                  |                                       |                                       |                                       |                                       |                                       |                                       |
| 7.                                    | Rapture                               | Harry, Stein                          | 5:32                                  |                                       |                                       |                                       |                                       |                                       |                                       |
| 8.                                    | One Way or Another                    | Nigel Harrison, Harry                 | 3:31                                  |                                       |                                       |                                       |                                       |                                       |                                       |
| 9.                                    | Call Me                               | Harry, Giorgio Moroder                | 3:31                                  |                                       |                                       |                                       |                                       |                                       |                                       |
| 10.                                   | Atomic                                | Harry, Destri                         | 4:36                                  |                                       |                                       |                                       |                                       |                                       |                                       |
| 11.                                   | Rip Her to Shreds                     | Harry, Stein                          | 3:19                                  |                                       |                                       |                                       |                                       |                                       |                                       |
| 42:09                                 |                                       |                                       |                                       |                                       |                                       |                                       |                                       |                                       |                                       |

| Disque 2 : Ghosts of Download | Disque 2 : Ghosts of Download                                    | Disque 2 : Ghosts of Download                        | Disque 2 : Ghosts of Download | Disque 2 : Ghosts of Download | Disque 2 : Ghosts of Download | Disque 2 : Ghosts of Download | Disque 2 : Ghosts of Download | Disque 2 : Ghosts of Download | Disque 2 : Ghosts of Download |
| No                            | Titre                                                            | Auteur                                               | Durée                         |                               |                               |                               |                               |                               |                               |
| ----------------------------- | ---------------------------------------------------------------- | ---------------------------------------------------- | ----------------------------- | ----------------------------- | ----------------------------- | ----------------------------- | ----------------------------- | ----------------------------- | ----------------------------- |
| 1.                            | Sugar on the Side (featuring Systema Solar)                      | Stein, Jeff Saltzman, Natalie Hawkins, Systema Solar | 3:46                          |                               |                               |                               |                               |                               |                               |
| 2.                            | Rave (featuring Miss Guy)                                        | Harry, Stein, Saltzman, Hawkins                      | 4:01                          |                               |                               |                               |                               |                               |                               |
| 3.                            | A Rose by Any Name (featuring Beth Ditto)                        | Matt Katz-Bohen, Laurel Katz-Bohen                   | 3:34                          |                               |                               |                               |                               |                               |                               |
| 4.                            | Winter                                                           | Harry, Stein, Saltzman, Hawkins                      | 4:15                          |                               |                               |                               |                               |                               |                               |
| 5.                            | I Want to Drag You Around                                        | Matthew Barus                                        | 3:14                          |                               |                               |                               |                               |                               |                               |
| 6.                            | I Screwed Up (featuring Los Rakas)                               | Harry, Stein, Saltzman, Hawkins, Mikael Johnston     | 3:59                          |                               |                               |                               |                               |                               |                               |
| 7.                            | Relax (featuring Keilah Baez, Felicia Dennis et Keisha Williams) | Peter Gill, Holly Johnson, Brian Nash, Mark O'Toole  | 5:49                          |                               |                               |                               |                               |                               |                               |
| 8.                            | Take Me in the Night                                             | M. Katz-Bohen, Dave Smith                            | 3:23                          |                               |                               |                               |                               |                               |                               |
| 9.                            | Make a Way                                                       | Harry, Stein, Saltzman, Hawkins                      | 3:55                          |                               |                               |                               |                               |                               |                               |
| 10.                           | Mile High                                                        | Harry, Saltzman, Hector Fonseca, Jon Notar           | 3:38                          |                               |                               |                               |                               |                               |                               |
| 11.                           | Euphoria                                                         | Harry, Stein, Saltzman, Hawkins                      | 4:39                          |                               |                               |                               |                               |                               |                               |
| 12.                           | Take It Back                                                     | Harry, Stein, Saltzman, Hawkins                      | 3:45                          |                               |                               |                               |                               |                               |                               |
| 13.                           | Backroom                                                         | Stein, Barbara Sicuranza, Saltzman                   | 4:06                          |                               |                               |                               |                               |                               |                               |
| 53:04                         |                                                                  |                                                      |                               |                               |                               |                               |                               |                               |                               |

| 14. | Put Some Color on You | Harry, Saltzman, M. Katz-Bohen, L. Katz-Bohen, Lissy Trullie, Tommy Kessler | 3:52 |
| 15. | Can't Stop Wanting    | Harry, Stein, Saltzman, Hawkins                                             | 3:10 |
| 16. | Prism                 | Harry, Stein, Saltzman, Hawkins                                             | 5:08 |

| 1.  | Kung Fu Girls            | Destri, Harry, Gary Lachman | 3:36 |
| 2.  | In the Sun               | Stein                       | 3:16 |
| 3.  | Little Girl Lies         | Harry                       | 2:28 |
| 4.  | Look Good in Blue        | Destri                      | 3:18 |
| 5.  | Man Overboard            | Stein, Harry                | 4:31 |
| 6.  | A Shark in Jets Clothing | Destri                      | 4:39 |
| 7.  | Rifle Range              | Stein                       | 5:14 |
| 8.  | In the Flesh             | Stein, Harry                | 3:37 |
| 9.  | X-Offender               | Harry, Lachman              | 4:10 |
| 10. | Youth Nabbed as a Sniper | Stein                       | 4:23 |
| 11. | Rip Her to Shreds        | Harry, Stein                | 4:38 |
| 12. | Heart Full of Soul       | Graham Gouldman             | 2:13 |
| 13. | I Love Playing with Fire | Joan Jett                   | 2:22 |
| 14. | Palisades Park           | Chuck Barris                | 2:24 |
| 15. | Denis                    | Neil Levenson               | 2:11 |